# ハッカン

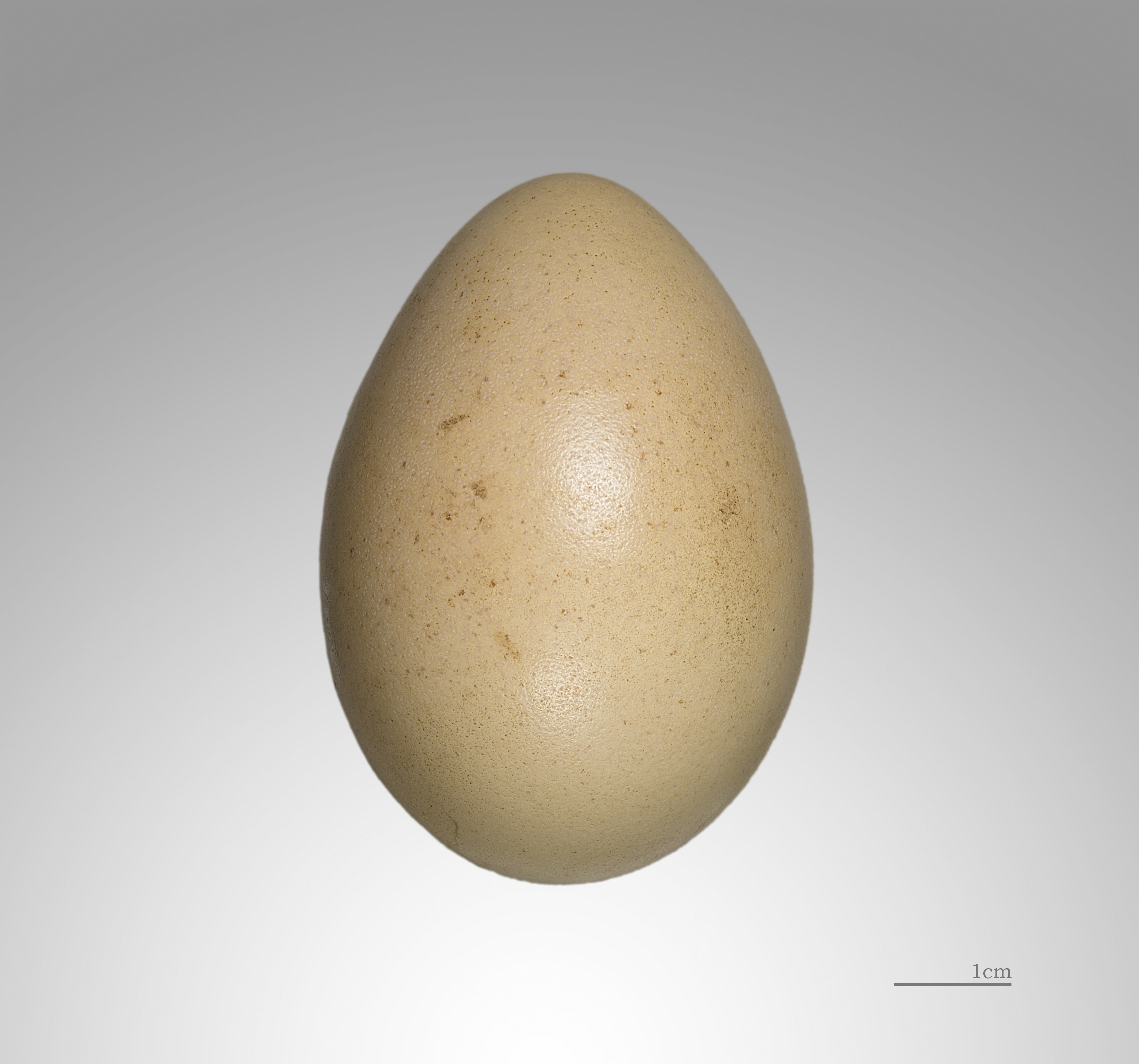
Lophura nycthemera

ハッカン (白鷴、学名：Lophura nycthemera)は、キジ目キジ科に分類される鳥類の一種。

## 分布
中国南部、および周辺地域

## 形態
オスで全長90～130cm・体重0.9～1.5kg、メスで全長50～70cm・体重0.7～1kgになる。オスは白と黒の染め分けになった独特の羽毛を持ち（種小名nycthemeraはこの染め分けのコントラストに因む命名で『夜のような黒』と言った意味が込められている）、顔の裸出と脚の赤が目立つ。メスは多くのキジ類と同じく褐色で地味。

## 生態
標高2700m前後の山地の森や竹薮に暮らしている。 地上性。餌は草の実や芽、昆虫など。繁殖期にはオスは金属的な鳴き声を発する。古くから飼い鳥として知られ、日本にもかなり以前から持ち込まれていた。

## 絶滅危惧評価
- LEAST CONCERN (IUCN Red List Ver. 3.1 (2001))
[1]

## 参照・注釈
1. ↑  Lophura nycthemera  (Species Factsheet by BirdLife International)